# Blinjska Greda
Blinjska Greda is een plaats in de gemeente Sunja in de Kroatische provincie Sisak-Moslavina. De plaats telt 22 inwoners (2001).